# Делавэр (Огайо)
Делавэр (англ.  Delaware) — город и административный центр округа Делавэр в штате Огайо США.

## Описание
Административный центр округа Делавэр с 1808 года. Находится в центральном Огайо. Расположен вдоль реки Олентанги, в 25 милях (40 км) к северу от Колумбуса. У индейцев-делаваров была деревня поблизости до того, как полковник Мозес Биксби из Массачусетса поселился на восточном берегу реки в 1804 году. Город был заложен в 1808 году и стал популярным курортом из-за своей непосредственной близости к серному источнику. Уэслианский университет Огайо (1842 г.) был построен вокруг городского особняка (ныне Эллиот-холл). Методистская теологическая школа в Огайо была открыта в Делавэре в 1960 году.

## Население
1. Н/Д[4]
2. Н/Д[5]